# یان کناپرت
یان کناپرت (Jan Knappert؛ ۱۴ ژانویهٔ ۱۹۲۷ – ۳۰ مهٔ ۲۰۰۵) متخصصی شناخته‌شده در زبان سواحلی بود. او همچنین اسپرانتیست بود و یک فرهنگ لغت اسپرانتو-سواحلی نوشت. کناپرت در لوون و لندن و نیز چندین دانشگاه آفریقایی تدریس کرد. او در دانشکده مطالعات شرقی و آفریقایی مدرس زبان‌های بانتو بود و در ادبیات سنتی و مذهبی سواحلی تخصص داشت.